# Hochzeitswiese

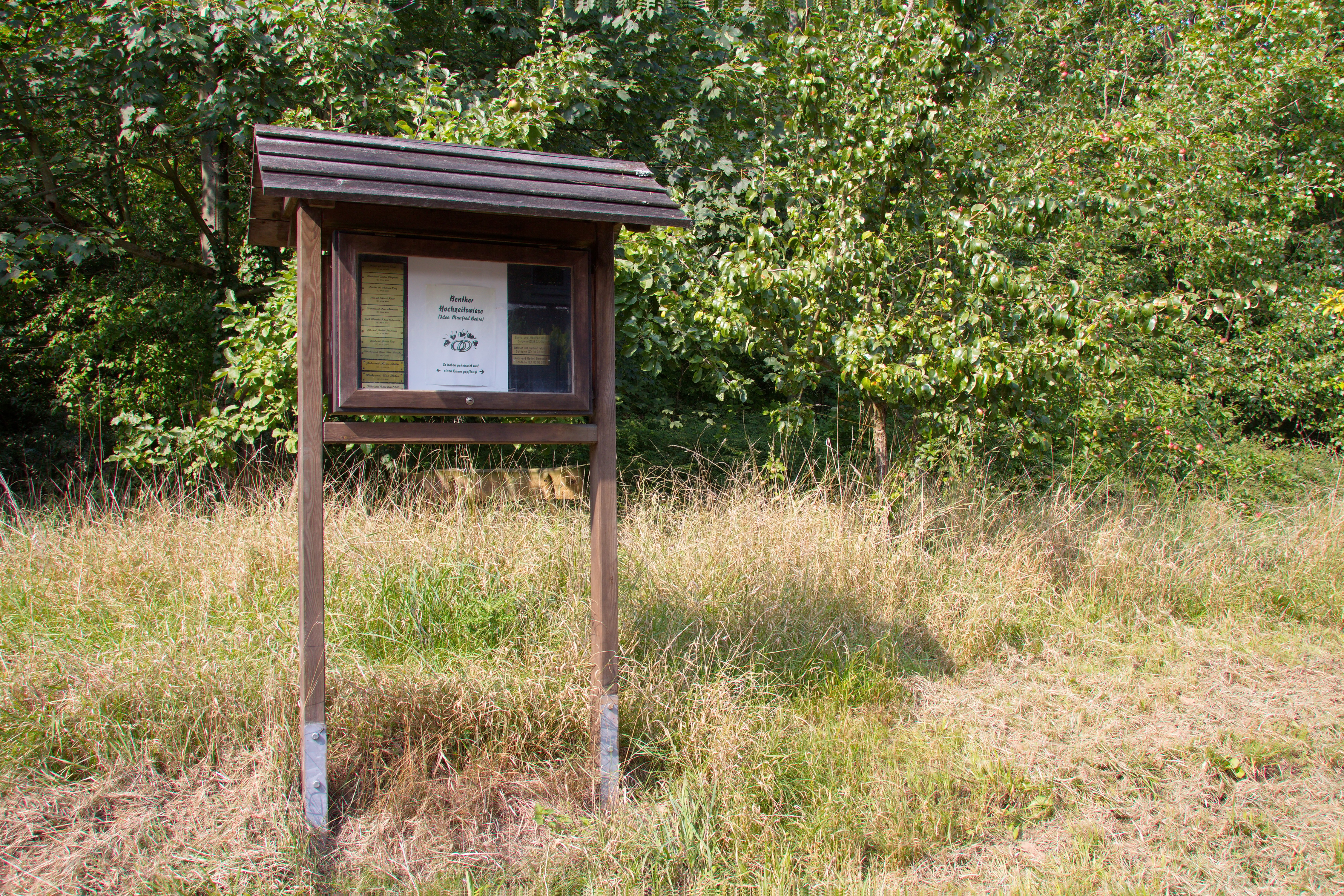
Hochzeitswiese in Benthe, Region Hannover, Namenstafel (2015)

Das Nutzungskonzept einer Hochzeitswiese geht auf den alten Brauch zurück, dass Hochzeitspaare einen Obstbaum pflanzen. Dieser Baum stand dann als Symbol für Kraft, Stärke und Beständigkeit in der Ehe. Bisweilen ist auch vorgesehen, die Geburt eines Kindes zum Anlass zu nehmen, einen Obstbaum zu pflanzen, dann als Zeichen der Beständigkeit und Fruchtbarkeit.
Dieser Brauch wurde in jüngster Zeit, vor allem seit der Jahrtausendwende, aber auch schon zuvor, z. B. in Bodelshausen bereits im Jahr 1986, von vielen Städten und Gemeinden wieder aufgenommen und kommunale Grünflächen, Wiesen o. ä. als offizielle Hochzeitswiesen erklärt. Demnach können dort, in der Regel zu gewissen Terminen zweimal im Jahr, von frisch Vermählten oder Verlobten Bäume, meist Obstbäume, gepflanzt werden.
Einzelne Kommunen erlauben dabei auch das Anbringen einer Gedenktafel. Ein Beispiel ist der Gallenkamp in Lübbecke.
Das Konzept der Hochzeitswiese verfolgt im Wesentlichen zwei Zwecke: Zum einen soll der alte Brauch wieder neu belebt werden, sodass Ehepaare eine bleibende Erinnerung aus jungen Tagen der Ehe erhalten, zum andern wird eine städtische Grünfläche im Laufe der Zeit in eine städtebaulich und ökologisch wertvolle Streuobstwiese umgewandelt, ohne dass dafür für die Stadt- bzw. Kommunalverwaltung besondere Kosten anfallen.